# Панченко, Константин Александрович
Константи́н Алекса́ндрович Па́нченко (17 февраля 1968 — 8 июля 2024) — российский историк-востоковед, доктор исторических наук, профессор ИСАА МГУ, специалист по истории арабского христианства, лауреат Макариевской премии Русской православной церкви. Действительный член ИППО (c 1993 года).

## Биография
Преподаватель Института стран Азии и Африки, историк христианства на арабском Востоке. Окончил Институт стран Азии и Африки, доцент кафедры Ближнего и Среднего Востока с 2001 г. В 2001 году был награждён 2-й Макариевской премией за труд «Османская империя и судьбы Православия на арабском Востоке (XVI — начало XIX века)». Защитил докторскую диссертацию по теме «Социально-политические и культурные процессы в православной общине Ближнего Востока XVI — начала XIX в.» в 2013 г. (Научный консультант: Кириллина С. А., д.и.н., проф., МГУ имени М. В. Ломоносова)
Ученый-востоковед, посвятивший значительное число работ церковным вопросам. Был одним из основных современных историков, подчеркивающих значимость арабского мира наравне с еврейским в формировании христианства.
Преподавал курс «История арабских стран (XX век)» в ИСАА МГУ, также читал лекции студентам исторического факультета МГУ.
Умер 8 июля 2024 года в возрасте 55 лет.

## Публикации
- В. Н. Хитрово и кризис ближневосточного православия: взгляд через столетие // Православный Палестинский сборник. 2005. — Том 102. — С. 122—131
- «Кривые Пасхи» и Благодатный Огонь в исторической ретроспективе // Вестник Московского университета. Серия 13. Востоковедение, издательство Изд-во Моск. ун-та (М.). 2006. — № 4. — С. 3-29 (в соавторстве с П. В. Кузенковым)
- Монастыри и бедуины в османской Палестине и на Синае (XVI — первая пол. XIX в.) // Вестник Православного Свято-Тихоновского гуманитарного университета. Серия 3: Филология. издательство Изд-во ПСТГУ (М.). 2007. — Том 1. 2007. — № 7. — С. 68-98
- Митрополит Иса и первое арабское описание Московии (1586 г.) // Вестник Московского университета. Серия 13. Востоковедение, издательство Изд-во Моск. ун-та (М.). 2007. — № 4. — С. 87-95
- Влияние экологических факторов на судьбы Христианского Востока в Средние века // Вестник ПСТГУ. Серия 1: Богословие. Философия. Религиоведение. — 2007. — Вып. 4 (20), № 20. — С. 18—37.
- К реконструкции материальной культуры Православного Востока XVI—XVIII вв. Пища и питание // Вестник Православного Свято-Тихоновского гуманитарного университета. Серия 3: Филология. издательство Изд-во ПСТГУ (М.). 2008. — Том 4. 2008. — № 14. — С. 40-62
- Триполийское гнездо. Православная община г. Триполи в культурно-политической жизни Антиохийского патриархата XVI — первой половины XVII в // Вестник Православного Свято-Тихоновского гуманитарного университета. Серия 3: Филология. издательство Изд-во ПСТГУ (М.). 2009. — Том 3. — № 17. — С. 19-37
- Триполийское гнездо. Православная община г. Триполи в культурно-политической жизни Антиохийского патриархата XVI — первой половины XVII в // Вестник Православного Свято-Тихоновского гуманитарного университета. Серия 3: Филология. издательство Изд-во ПСТГУ (М.). 2009. — Том 1. — № 15. — С. 41-64
- Иерусалимский патриарх Парфений (1737—1766 г.) и Россия. Непонятый союзник // Вестник церковной истории. 2010. — № 3-4 (19-20). — С. 3-4
- Арабо-христианские исследования в современной зарубежной науке // Вестник Московского университета. Серия 13. Востоковедение, издательство Изд-во Моск. ун-та (М.). 2010. — № 2. — С. 22-40
- Поджог Каира 1321 г. и проблема христианского терроризма в Мамлюкском государстве // Вестник ПСТГУ. Серия III: Филология. 2011. — Вып. 4 (26). — С. 96-124.
- К истории Иерусалимской церкви XVI в. Несостоявшаяся арабская альтернатива греческой ксенократии или Когда и где начался Мелькитский Ренессанс // Православный Палестинский сборник. 2011. — № 107. — С. 271—284
- «Приятель наш мулла»: Русская разведка в Османской империи в середине XVIII века // Родина, издательство Правда (М.). 2011. — № 12. — С. 73-77
- Ритмы истории Христианского Востока // Вестник Московского университета. Серия 13. Востоковедение, издательство Изд-во Моск. ун-та (М.). 2012. — № 4. — С. 3-19
- Разрушение дамасской церкви Март Марйам в 924 г. Свидетельство очевидца // Символ. 2012. — № 61. — С. 339 −356
- Разорение селения Кара султаном Бейбарсом в 1266 г. Исторический контекст // Вестник Православного Свято-Тихоновского гуманитарного университета. Серия 3: Филология. издательство Изд-во ПСТГУ (М.). 2012. — № 3 (29). — С. 32-45
- Митрополиты и епархии православной Антиохийской Церкви в описании Патриарха Макария III аз-За’има (1665 г.) // Вестник церковной истории. 2012. — № 1-2 (25-26). — С. 116—157
- Православные врачи на Арабском Востоке // Вестник ПСТГУ. Серия 3: Филология. издательство Изд-во ПСТГУ (М.). 2013. — № 5 (35). — С. 59-75
- Мелькитское книгописание в Позднее Средневековье // Вестник Православного Свято-Тихоновского гуманитарного университета. Серия 3: Филология. Изд-во ПСТГУ (М.). 2014. — № 40. — С. 68-77
- A «Melkite Protorenaissance»: A forgotten cultural revival of the Melkites in the late 16th century // Parole de l’Orient. 2014. — Том 39. — С. 133—151
- Рец на Моисеева С. А. Арабская мелькитская агиография IX—XI веков. М.: Изд-во ПСТГУ, 192 с // Вестник Московского университета. Серия 13. Востоковедение, Изд-во Моск. ун-та (М.). 2015. — Том 1. 2015. — № 1. — С. 99-102
- Почему удались арабские завоевания? // Восточная коллекция, издательство Рос. гос. б-ки (М.). 2015. — № 3. — С. 2-14 (в соавторстве с П. В. Кузенковым)
- Булус аль-Хабис, коптский новомученик XIII в.: судьба на фоне эпохи // Вестник Православного Свято-Тихоновского гуманитарного университета. Серия 3: Филология. Изд-во ПСТГУ (М.). 2015. — № 5 (45). — С. 61-69
- Православная Церковь на Ближнем Востоке раннего Нового времени // Вестник церковной истории. 2016. — Том 43. — № 3/4. — С. 376—384
- Коптский бунт: к анализу башмурских восстаний VIII—IX вв // Вестник Православного Свято-Тихоновского гуманитарного университета. Серия 3: Филология. Изд-во ПСТГУ (М.). 2016. — Том 49. — № 4. — С. 63-74
- К истории Антиохийской Православной Церкви кон. XVII в.: Патриарший престол и клановая солидарность // Вестник церковной истории. 2016. — Том 1. — № 1-2/41-42. — С. 159—196
- Miracles of Patriarch Yuwakim of Alexandria (1486—1567): An Attempt at a Historical Analysis // Parole de l’Orient. 2016. — Том 42. — № 1. — С. 389—404
- Североливанское православие на заре османской эпохи // Вестник Православного Свято-Тихоновского гуманитарного университета. Серия 3: Филология. издательство Изд-во ПСТГУ (М.). 2017. — Том 1. — № 4 (53). — С. 55-76
- Макариада. Обзор новейших публикаций, посвященных эпохе патриарха Макария III аз-Заʻима и Павла Алеппского // Исторический вестник, Автономная некоммерческая организация по созданию, поддержке и развитию историко-культурной электронной энциклопедии и библиотеки «Руниверс» (Москва). 2017. — Том 20. — июнь. — С. 282—293
- К истории христианско-мусульманских отношений при мамлюках-бурджитах // Вестник Московского университета. Серия 13. Востоковедение, Изд-во Моск. ун-та (М.). 2017. — Том 1. — № 1. — С. 18-39
- Испить смертное зелье: Александрийский патриарх Иоаким (1448—1567) между эпосом и историей // Исторический вестник, Автономная некоммерческая организация по созданию, поддержке и развитию историко-культурной электронной энциклопедии и библиотеки «Руниверс» (Москва). 2017. — Том 20. — № июнь. — С. 136—163
- Вместо предисловия // Исторический вестник, Автономная некоммерческая организация по созданию, поддержке и развитию историко-культурной электронной энциклопедии и библиотеки «Руниверс» (Москва). 2017. — Том 20. — № июнь. — С. 10-13
- «В год Александрии». К истории мамлюкского гонения на христиан после Александрийского Крестового похода 1365 г // Вестник церковной истории. 2017. — Том 1. — № 1-2
- «Тёмный век» палестинского монашества: упадок и возрождение ближневосточных монастырей на рубеже мамлюкской и османской эпох // Вестник ПСТГУ. Серия III: Филология. 2018. — Вып. 57. — С. 59-88.
- Христианская разведка в Мамлюкском государстве XIV в.: неожиданные ракурсы // Вестник ПСТГУ. Серия III: Филология. 2019. — Вып. 61. — С. 80-92.
- Пергаменное Евангелие ИВР РАН D-227: Судьба рукописи в историческом контексте // Вестник церковной истории. 2019. — Том 1. — № 53-54. — С. 374—382
- Османская модель империи: некоторые размышления // Исторический вестник, Автономная некоммерческая организация по созданию, поддержке и развитию историко-культурной электронной энциклопедии и библиотеки «Руниверс» (Москва). 2019. — Том 29. — № 3. — С. 8-27
- Опыт полевой этнографии христианского Востока (Баламанд, декабрь 2016) // Христианство на Ближнем Востоке, Изд. Паламаренко Евгений Викторович (Москва). 2019. — Том 1. — № 4. — С. 24-36
- Геополитика Алексея Вешнякова: мысли российского резидента в Стамбуле 1740-х гг // Исторический вестник, Автономная некоммерческая организация по созданию, поддержке и развитию историко-культурной электронной энциклопедии и библиотеки «Руниверс» (Москва). 2019. — Том 30. — № 4. — С. 8-27
- Treiger A. Miracles of St. Eustratius of Mar Saba (written ca. 860) / Chronos. 2016. N. 33. P. 7-20; Treiger A. The Paterikon of the Palestinian Lavra of Mar Chariton / Chronos. 2018. N. 38. P. 7-46 // Вестник Православного Свято-Тихоновского гуманитарного университета. Серия 3: Филология. Изд-во ПСТГУ (М.). 2019. — Том 61. — № 4. — С. 135—142
- Сказание об истреблении иноков лавры св. Саввы (к реконструкции исторической мифологии палестинского монашества // Вестник Московского университета. Серия 13. Востоковедение, Изд-во Моск. ун-та (М.). 2020. — Том 1. — № 1. — С. 106—120
- Падение Триполи 1289 г. в восприятии христианских общин Ближнего Востока // Исторический вестник, Автономная некоммерческая организация по созданию, поддержке и развитию историко-культурной электронной энциклопедии и библиотеки «Руниверс» (Москва). 2020. — Том 31. — № 1. — С. 136—159

книги
- Османская империя и судьбы Православия на Арабском Востоке (XVI — начало XIX века). — М., 1998. — 160 с. — ISBN 5-88713-032-4.
- Ближневосточное Православие под османским владычеством. Первые три столетия. 1516—1831. — М.: Индрик, 2012. — 656 с. — ISBN 978-5-91674-226-8.
  - Arab Orthodox Christians under the Ottomans: 1516—1831 / translated by Samuel and Brittany Noble. — Jordanville, NY: Holy Trinity Seminary Press, 2016. — ISBN 978-1-942699-08-8.
- Православные арабы. Путь через века: сб. статей. — М.: Изд-во ПСТГУ, 2013. — 457 с. — ISBN 978-5-7429-0696-4.
- Рождение Христианского Востока : этнокультурные взрывы поздней Античности : материалы круглого стола / под редакцией К. А. Панченко. — Москва: ЦЕИ РАН, 2021. — 255 с. — ISBN 978-5-904488-23-9. — 150 экз.